# Mari Nemzeti Drámai Színház
Az M. Sketanról elnevezett Mari Nemzeti Drámai Színház, (mezei mari nyelven: М. Шкетан лӱмеш Марий кугыжаныш драме театр, oroszul: Марийский национальный театр драмы имени М. Шкетана) színház Oroszországban, Mariföldön, Joskar-Olában. Elsősorban mari nyelven tart előadásokat. 2019. november 29-én ünnepelték fennállásának 100. évfordulóját.

## Ismertetése
A mari főváros és a marik legrégibb színháza, a város öt színházának egyike. Története során felváltva játszott orosz és mari nyelven, később a társulat orosz része önálló színházzá alakult. Szintén ebből a színházból nőtt ki Joskar-Ola opera- és balettszínháza, melynek új épületét 2014-ben avatták fel. A Sketan-színház elsősorban mari szerzők eredeti műveit tartja műsoron, ritkábban mari nyelvre fordított vagy átdolgozott klasszikus drámákat is játszik. Vezetői 2019-ben:
- igazgató: E. A. Juzikajn (2018-tól)
- művészeti vezető: V. A. Pektyejev (1987–2002, 2018-tól újra)
- vezető rendező: R. J. Alekszejev (2007-től)

## Épülete
A város központi terén álló épületet P. A. Szamszonov tervei alapján 1960-ban vagy 1962-ben építették. Az 1950-es évek klasszicista vonalakat utánzó, monumentalitásra törekvő szovjet stílusában készült, területe 2662 m². Sokáig megosztva használta a Sketan Mari Nemzeti Drámai Színház és az annak zenei társulatából alakult Mari Zenei Színház (későbbi nevén Mari Nemzeti Opera- és Balett Színház). A közeledő centenárium alkalmából 2018–2019-ben felújították, a nézőtér üléseit kényelmesebbre cserélték, új színpadtechnikai berendezéseket építettek be. Eközben a társulat hosszabb turnén vett részt Baskírföld és Tatárföld városaiban. A felújított épületet 2019. október 10-én nyitották meg újra és november 29-én ott ünnepelték a színház fennállásának 100. évfordulóját.

## Története
Az 1919. november 1-én alapított szovjet Mari Népi Vándorszínház első előadását november 29-én tartották a mai Joskar-Ola melletti Szenykino falu iskolájában. Ezt a napot tekintik a mai színház születésének.
Történetének első tíz évében a társulat tagjai műkedvelők voltak, azokban az években állandó játszóhelyről szó sem lehetett. A társulat fennmaradásáért sokat tett M. Sketan, a színház későbbi névadója, aki 1923–1925-ben mari nyelvű darabokat írt, hogy legyen mit előadni, rendezett és főszerepeket játszott. 1926-ban Krasznokoksajszk (ma: Joskar-Ola) egy díszes faépületében kaptak helyet. 1928-ban és 1929-ben Szergej Csavajn (1889-1937), a mari irodalom egyik megteremtőjének tartott költő, író egy-egy darabját is bemutatták.
1929 őszén végzett a mari színészképző stúdió hallgatóinak első generációja, ettől kezdve a színház már hivatásos művészekkel dolgozott. Igaz ugyan, hogy néhány hónap múltán a rendező és több frissen végzett színész távozott. Állandó rendezője sokáig nem volt a színháznak. Alekszandr Osztrovszkij A vihar című drámájának színpadra állítása (ford. Sz. Csavajn, 1934) volt az első igényes kísérlet mari színpadon az orosz klasszikus dráma meghonosítására. Az 1930-as évek második felében a színház rendezőjét és több művészét megvádolták nacionalista ellenforradalmi szervezkedésben való részvétellel, egyesek élete tragikusan végződött. 1956-ban mindennyiukat rehabilitálták. A színészek távozása, a gyakori rendezőváltás, az új mari színdarabok hiánya után a világháború tragikus időszaka befolyásolta hátrányosan a színház tevékenységét.
1948-tól a színház M. Sketan nevét felvéve egyesített színházként működött tovább, elsősorban orosz rendezőkkel. Ezekben az években a világirodalom több nagy drámáját tűzte műsorára: Gogoltól A revizort, Lev Tolsztojtól A sötétség hatalmát, Shakespeare Rómeó és Júliáját, Schiller Ármány és szerelemét.
Az egyesített színház 1955-ben két külön társulatra oszlott: a mari Sketan-színházra és az orosz drámai színházra. Az utóbbiból alakult meg 1968-ban Joskar-Ola új önálló színháza, a Mari Orosz Drámai Színház (mai nevén: Georgij Konsztantyinovról elnevezett Akadémiai Orosz Drámai Színház).
1956-ban Csavajn rehabilitásálása is megtörtént, és a következő években több színdarabját is bemutathatta a társulat "(М?кш отар," 1956; "Акпатыр," 1956; "Марий рото," 1957). Stabilitást hozott a színház életébe az új rendező kinevezése (Sz. I. Ivanov, szül. 1930), aki végre hosszabb ideig, közel húsz éven át irányította a művészi munkát. A. Volkov drámaíró mari nyelvű zenés vígjátékai éveken a repertoár gerincét alkották. A későbbi évek drámafordításai és fontos bemutatói: Bertolt Brecht: Kurázsi mama és gyermekei (1975), Makszim Gorkij: Vassza Zseleznova (1976), Shakespeare: Lear király (1984). Közben, 1960-ban (vagy 1962-ben) megnyílt a város főterén emelt új színházépület.
A Szovjetunió felbomlása utáni reformok idején, 1992-ben jelent meg a színház nevében a nemzeti (национальный) jelző, és két évvel később filiáléja nyílt Kozmogyemjanszk járási székhelyen: a Hegyi Mari Drámai Színház.
A Sketan-színház egyik kezdeményezője volt, majd állandó részvevője lett a Finnugor (nyelvű) Népek Nemzetközi Színházi Fesztiváljának, melyet először Izsevszkben rendeztek meg (1992), és azóta a rendezvénysorozat kétévente más-más városban folytatódik.